# Manga (periodiskt vattendrag i Burundi, Ruyigi)
Manga är ett periodiskt vattendrag i Burundi.   Det ligger i provinsen Ruyigi, i den centrala delen av landet, 110 kilometer öster om huvudstaden Bujumbura.
Omgivningarna runt Manga är en mosaik av jordbruksmark och naturlig växtlighet. Runt Manga är det ganska tätbefolkat, med 155 invånare per kvadratkilometer.